# Libušín
Libušín (tyska: Libuschin) är en stad i Tjeckien. Den ligger i regionen Mellersta Böhmen, i den centrala delen av landet, 28 km väster om huvudstaden Prag. Libušín ligger 318 meter över havet och antalet invånare är 3 098 (2016).
Terrängen runt Libušín är lite kuperad. Runt Libušín är det mycket tätbefolkat, med 1 411 invånare per kvadratkilometer. Närmaste större samhälle är Kladno, 4,1 km sydost om Libušín. Trakten runt Libušín består till största delen av jordbruksmark.